# رز وایولت کارسون
رز وایولت کارسون (انگلیسی: Rosa 'Violet Carson') نام نوعی رز باقچه‌ای است.